# Tal Hamis
Tal Hamis oder Tell Hamis (arabisch تل حميس, DMG Tall Ḥamīs) ist eine Ortschaft und gleichnamiger Unterdistrikt (Nahiya) des Distrikts Qamischli im Gouvernement al-Hasaka im Nordosten Syriens. Der Ort liegt nordöstlich von al-Hasaka und westlich der Stadt Til Košir an der Grenze zum Irak. Der Wadi Jarrah fließt durch den Ort, ein Nebenfluss des Chabur. Der Unterbezirk besaß 71.699 Einwohner beim Zensus 2004.

## Geschichte
Der Ort wurde am 27. Februar 2015 von Kämpfern der kurdischen Volksverteidigungseinheiten (YPG) und Kämpfern des Assyrisch-Aramäischen Militärrats (MFS) vom IS zurückerobert. Die Rückeroberung galt als wichtigster kurdischer Erfolg seit der Rückeroberung von Kobanê. Zugleich wurden nach kurdischen Angaben 94 umliegende Dörfer befreit.